# ساعت شبانه‌روزی
ساعت شبانه‌روزی یا نوسانگر شبانه‌روزی (انگلیسی: Circadian clock)، یک نوسان ساز زیست‌شیمیایی با فاز پایدار است که چرخش دوره‌ای آن با زمان خورشیدی هماهنگ می‌شود.
چرخش چنین ساعت درون‌جانداری لزوماً تقریباً دقیقاً ۲۴ ساعت (چرخهٔ روز شمسی کنونی زمین) است. در بیشتر موجودات زنده، ساعت‌های شبانه‌روزی همزمان داخلی این امکان را برای ارگانیسم فراهم می‌کند که تغییرات محیطی روزانه مربوط به چرخه شبانه‌روز را پیش‌بینی کرده و رفتار زیست‌شناسی خود را متناسب با آن تنظیم کند.
واژهٔ (Circadian) شبانه‌روزی برگرفته و ساخته از واژه‌های لاتین circa (محدوده) و diem به معنی روز (یک روز) است، وقتی به دور از نشانه‌های خارجی (مانند نور محیطی) اندازه‌گیری می‌شود، دقیقاً ۲۴ ساعت طول نمی‌کشد. به عنوان مثال، ساعت‌های موجود در انسان در یک آزمایشگاه در نور کم و ثابت، به‌طور متوسط حدود ۲۴٫۲ ساعت در هر چرخه است، به جای این‌که دقیقاً ۲۴ ساعت باشد.
ساعت طبیعی بدن با یک دورهٔ درون‌زای دقیقاً ۲۴ ساعته نوسان می‌کند، هنگامی که سیگنال‌های اصلاحی روزانهٔ کافی از محیط دریافت می‌کند، در درجه اول نور روز و تاریکی، آن را مجذوب می‌کند. ساعت‌های شبانه‌روزی مکانیسم‌های مرکزی ریتم شبانه‌روزی ساعت زیستی هستند. آن‌ها از سه جز اصلی تشکیل شده‌اند:
یک اسیلاتور بیوشیمیایی مرکزی با یک دوره حدود ۲۴ ساعته که زمان را حفظ می‌کند.
یک سری از مسیرهای ورودی به این نوسان ساز مرکزی برای اجازهٔ ثبت ساعت.
یک سری از مسیرهای خروجی به فازهای مشخصی از اسیلاتور که ریتم‌های آشکار را در بیوشیمی، فیزیولوژی و رفتار در سراسر ارگانیسم تنظیم می‌کند، گره خورده‌است.